# 納爾 (阿肯色州)
納爾（英語：Nail）是位於美國阿肯色州牛頓縣的一個非建制地區。該地的面積和人口皆未知。

## 地理
納爾的座標為35°49′28″N 93°17′35″W / 35.82444°N 93.29306°W，而該地的平均海拔高度為691米（即2267英尺）。